# ساندي كوفاكس
سانفورد «ساندي» كوفاكس (/[invalid input: 'icon']ˈkoʊfæks/؛ سانفورد براون (Sanford Braun)، من مواليد 30 من ديسمبر 1935م) هو لاعب بيسبول أمريكي معتزل. وهو رام أعسر، لعب دوري البيسبول الأمريكي (MLB) طوال حياته الرياضية لصالح فريق مراوغو لوس أنجلوس (Brooklyn/Los Angeles Dodgers)، من عام 1955م إلى عام 1966م. واعتزل اللعب وهو في قمة مشواره الرياضي، وفي عام 1972م أصبح أصغر لاعب على الإطلاق يتم اختياره لقاعة مشاهير البيسبول (Baseball Hall of Fame)، وكان عمره حينها 36 عامًا و20 يومًا.
بلغ مشوار كوفاكس الرياضي ذروته بسلسلة من ستة مواسم رائعة من 1961م إلى 1966م، قبل أن يصاب بالتهاب في كوعه الأيسر أنهي مشوار حياته الرياضي مبكرًا وهو في الثلاثين من عمره. وكان يدعى أقيم اللاعبين في الدوري الوطني في 1963م. كما أنه فاز عام 1963م، و1965م، وعام 1966م بجائزة سي يونغ (Cy Young Award) بإجماع الأصوات، مما جعله أول من يفوز بهذ الجائزة ثلاث مرات في تاريخ البيسبول واللاعب الوحيد الذي فاز بها ثلاث مرات عندما كانت الجائزة لجميع مسابقات البيسبول، وليس فقط للدوري. وفي كل موسم من مواسم سي يونغ، كان كوفاكس يحصل على تاج الرامي الثلاثي بقيادته للدوري الوطني في الانتصارات، والقذفات (strikeout)، ومتوسط السعي المكتسب (earned run average). كذلك قادت إجماليات كوفاكس الدوري الأمريكي في هذه المواسم.
كان كوفاكس أول لاعب بالدوري الأمريكي يرمي أربعة رميات بدون ضارب (بما في ذلك المباراة المثالية الثامنة في تاريخ البيسبول). وبالرغم من مسيرته القصيرة نسبيًا، إلا أن قذفاته البالغ عددها 2396 تحتل المركز السابع في تاريخ اعتزاله، تعقب وارن سبان (Warren Spahn) (2583) من بين اللاعبين الذين يستخدمون يدهم اليسرى.
كما أن كوفاكس معروف أيضًا كأحد الرياضيين اليهود المتميزين في الرياضة الأمريكية. ولقد استحوذ قراره بعدم الرمي في اللعبة الأولى في سلسلة عام 1965م الدولية (1965 World Series) بسبب أنها سقطت على يوم كيبور (Yom Kippur) على الاهتمام الوطني كنموذج للصراع بين الضغوط الاجتماعية والمعتقدات الشخصية.

## كتابات أخرى

### الكتب
- اليهود والبيسبول: سنوات ما بعد غرينبرغ، 1949-2008، بورتون ألان بوكسرمان (Burton Alan Boxerman)، بينيتا دبليو بوكسر مان (Benita W. Boxerman)، ماكفيرلاند (McFarland)، 2010، الرقم الدولي الموحد 0-7864-2828-7
- تلمود البيسبول: الترتيب النهائي مركزًا تلو مركز للاعبي البيسبول المختارين (The Definitive Position-by-Position Ranking of Baseball's Chosen Players)، هاورد ميغدال (Howard Megdal)، كولينز (Collins)، الرقم الدولي الموحد 0-06-155843-5
- الكتاب الكبير الجديد للبيسبول اليهودي: (The New Big Book of Jewish Baseball) موسوعة مصورة وروايات تاريخية، بيتر إس هورفيتز (Peter S. Horvitz)، يواكيم هورفيتز (Joachim Horvitz)، خدمات التوزيع بيرسيوس (Perseus Distribution Services)، 2007، الرقم الدولي الموحد 1-56171-821-1
- "baseball+almanac"&source=gbs_navlinks_s اليهود والبيسبول: دخول التيار الرئيسي الأمريكي، 1871–1948، بورتون ألان بوكسرمان (Burton Alan Boxerman)، بينيتا دبليو بوكسر مان (Benita W. Boxerman)، ماكفيرلاند (McFarland)، 2006، الرقم الدولي الموحد 00-7864-2828-7
- الكتاب الكبير الجديد للبيسبول اليهودي: (The New Big Book of Jewish Baseball) موسوعة مصورة وروايات تاريخية، بيتر إس هورفيتز (Peter S. Horvitz)، يواكيم هورفيتز (Joachim Horvitz)، كتب الرياضة (SP Books)، 2001، الرقم الدولي الموحد 1-56171-973-0
- قاعة مشاهير البيسبول اليهود: الشخصيات المرموقة من نجوم البيسبول (Who's Who of Baseball Stars)، إروين لين (Erwin Lynn)، دار الناشرين شابولسكي (Shapolsky Publishers)، 1986، الرقم الدولي الموحد 0-933503-17-2
- نجوم البيسبول اليهود، هارولد أورييل ريبالو (Harold Uriel Ribalow)، مير زي ريبالو (Meir Z. Ribalow)، كتب هيبوكرين (Hippocrene Books)، 1984، الرقم الدولي الموحد 0-88254-898-0

## وصلات خارجية
- ساندي كوفاكس على موقع دوري كرة القاعدة الرئيسي (الإنجليزية)
- ساندي كوفاكس على موقعبيزبول رفرنس.كوم (الدوري الرئيسي) (الإنجليزية)
- ساندي كوفاكس على موقعبيزبول رفرنس.كوم (الدوري الثانوي) (الإنجليزية)
- ساندي كوفاكس على موقع جمعية أبحاث البيسبول الأمريكية (الإنجليزية)
- ساندي كوفاكس على موقع إي إس بي إن.كوم (أم.أل.بي) (الإنجليزية)
- ساندي كوفاكس على موقع مشجعي الرسوم البيانية (الإنجليزية)
- ساندي كوفاكس على موقع قاعة مشاهير كرة القاعدة (الإنجليزية)

- ساندي كوفاكس على موقع IMDb (الإنجليزية)
- ساندي كوفاكس على موقع الموسوعة البريطانية (الإنجليزية)
- ساندي كوفاكس على موقع إن إن دي بي (الإنجليزية)
- ساندي كوفاكس على موقع ديسكوغز (الإنجليزية)
- ساندي كوفاكس على موقع قاعدة بيانات الفيلم (الإنجليزية)
- sportingnews.com The Sporting News Baseball's 100 Greatest Players (#26)
- BaseballLibrary – biography and career highlights
- Jewish Major League career leaders
- Analysis of Sandy Koufax's Pitching Motion and Injuries